# Џенингс (Оклахома)
Џенингс (енгл. Jennings) град је у америчкој савезној држави Оклахома.

## Демографија
По попису из 2010. године број становника је 363, што је 10 (-2,7%) становника мање него 2000. године.
| Група             | 2000.       | 2010.       |
| Белци             | 315 (84,5%) | 293 (80,7%) |
| Афроамериканци    | 0 (0,0%)    | 0 (0,0%)    |
| Азијати           | 0 (0,0%)    | 1 (0,3%)    |
| Хиспаноамериканци | 1 (0,3%)    | 2 (0,6%)    |
| Укупно            | 373         | 363         |